# Schloss Guntersdorf

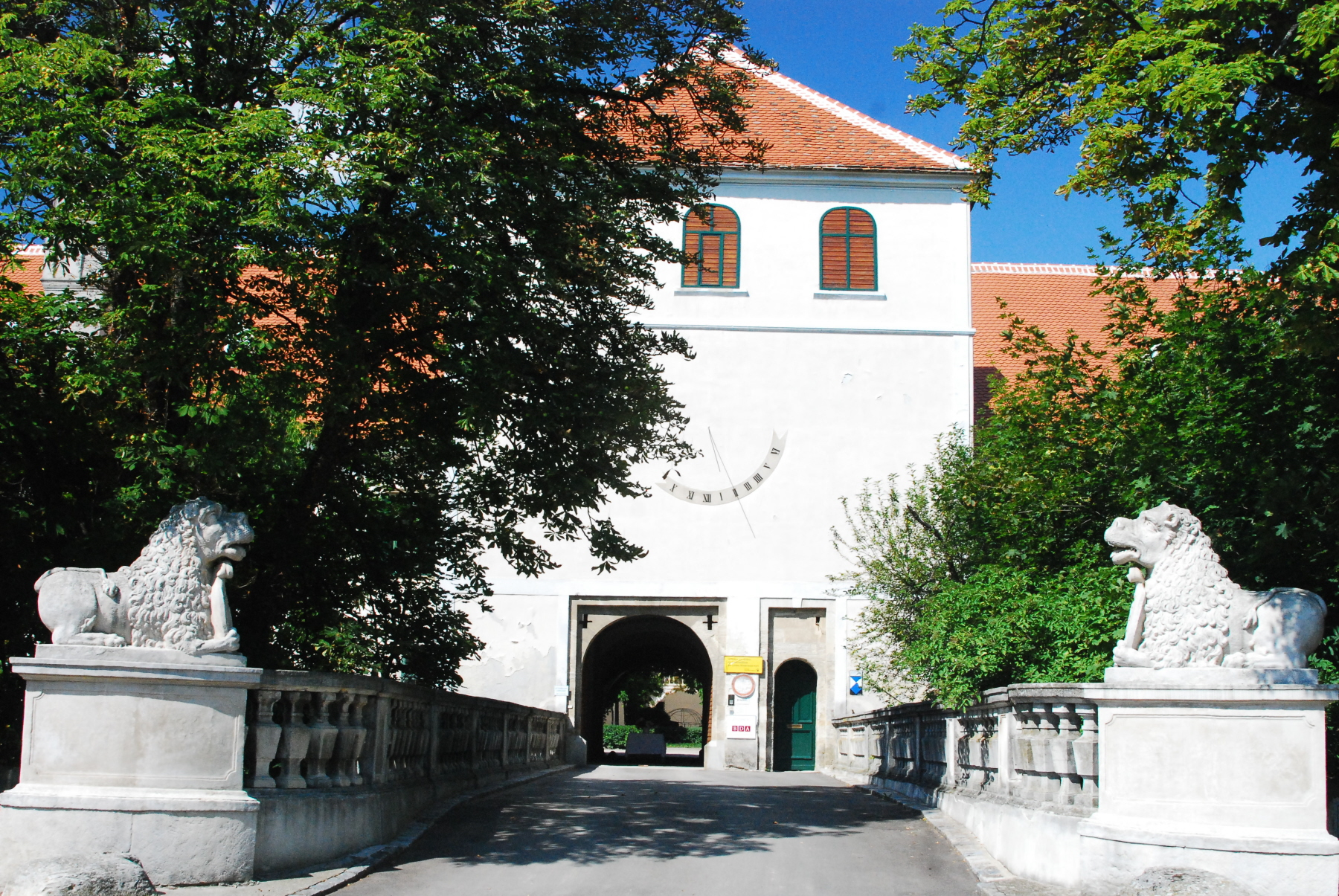
Schloss Guntersdorf

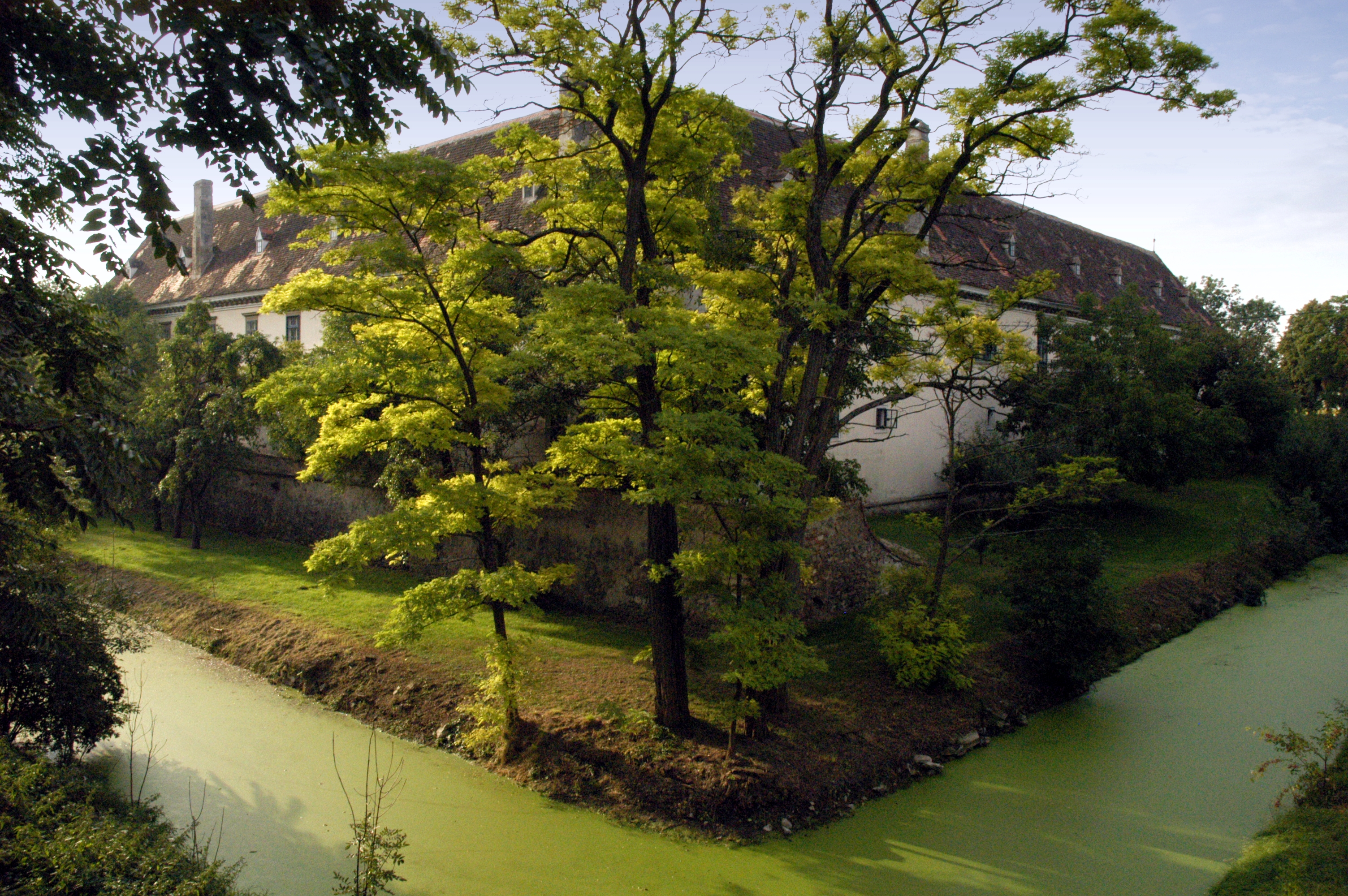
Wassergraben und Schloss

Das Schloss Guntersdorf befindet sich in Guntersdorf nahe Hollabrunn in Niederösterreich.

## Geschichte
Der Ort Guntersdorf war im Besitz des Stifts Melk, kam dann an die Ruckendorffer. Ulrich von Ruckendorff verpfändete 1295 einen Anteil des Hauses zu Guntersdorf an Eberhard IV. von Walsee, der 1317 mit der Herrschaft belehnt wurde. Die Wallseer besaßen diese bis 1476, darauf folgten dann die Rogendorfer. Ab 1538 war es deren freies Eigen, Christoph von Rogendorf musste verkaufen. 1546 erwarb Johann Freiherr von Weißpriach Herrschaft und Burg, über dessen Tochter kam sie dann an Christoph Freiherr von Teufel. Die protestantischen Teuffel mussten 1684 an Johann Karl von Serenyi verkaufen.
Laut Kaufvertrag vom 10. Dezember 1717 verkaufte Karl Anton Graf Serenyi, der Sohn des Johann Karl, die Herrschaft Guntersdorf um 236.000 Gulden an Johann Rudolf Freiherrn von Ludwigsdorf. Seither befindet sich das Schloss im Besitz der Familie Ludwigstorff. Es wurde im Zweiten Weltkrieg schwer beschädigt und geplündert. Zum Schloss gehören rund 280 Hektar Ackerflächen und zwanzig Hektar Wald. Gutsinhaber war Carl Hugo Ludwigstorff, sein Enkel Dominik Ludwigstorff übernahm Schloss und Gutsverwaltung im Jahre 1990.
In der zweiten Hälfte des 16. Jahrhunderts wurde ein spätmittelalterlicher Gebäudekomplex zu einer ausgedehnten Anlage mit Wassergraben ausgebaut.
Das Schloss und Areal kann heute für Veranstaltungen vermietet werden. Es steht unter Denkmalschutz.